# Broknes
Die Broknes (norwegisch für Gebrochene Nase) ist eine große und felsige Halbinsel an der Ingrid-Christensen-Küste des ostantarktischen Prinzessin-Elisabeth-Lands. Sie liegt am östlichen Ausläufer der Larsemann Hills.
Norwegische Kartographen kartierten sie 1946 anhand von Luftaufnahmen der Lars-Christensen-Expedition 1936/37 und gaben ihr ihren deskriptiven Namen. Der „Bruch“ in der Halbinsel wird durch den Nella-Fjord verursacht. In China ist die Halbinsel unter dem Namen Niutou Bandao (chinesisch 牛頭半島 ‚Ochsenkopf-Halbinsel‘) bekannt.